# Saint-Bauzeil
Saint-Bauzeil é uma comuna francesa na região administrativa de Occitânia, no departamento de Ariège. Estende-se por uma área de 4,47 km². Em 2010 a comuna tinha 58 habitantes (densidade: 13 hab./km²).